# Joan Barreda Bort
Joan Barreda Bort (Torreblanca, Castellón, 11 de agosto de 1983) es un piloto de motociclismo español que ha competido en rally raid y enduro en el equipo oficial Honda. También destacó en la especialidad de motocross.
Entre sus logros destacan las participaciones ininterrumpidas en el Rally Dakar desde 2011, consiguiendo 30 victorias de etapa (1 en 2012, 4 en 2013, 5 en 2014, 3 en 2015, 1 en 2016, 4 en 2017, 3 en 2018, 1 en 2019, 2 en 2020, 3 en 2021, 2 en 2022 y 1 en 2023), superando a Jordi Arcarons, convirtiéndose en el piloto español con más victorias en el Dakar, y siendo el tercero a nivel mundial, solo por detrás de Cyril Despres y Stéphane Peterhansel. En 2021 también igualó y superó en victorias de etapa a Marc Coma. Su mejor puesto en la general del Rally Dakar fue el 5.º lugar cosechado en el año 2017 y en 2022. También ha obtenido un 3.º puesto en el Campeonato Mundial de Raid en 2014.
Es uno de los pilotos con más presente y futuro dentro del Rally raid, y el sucesor de Marc Coma para muchos. Entre sus características destacan su gran velocidad y su excelente navegación, aunque a veces esa excesiva velocidad le ha costado diversas caídas, que le han privado de luchar por mejores puestos finales en grandes carreras.

## Trayectoria

### Inicios
Barreda, natural de Torreblanca, ya ganó en 1996 el Campeonato de España de Motocross en la categoría de juvenil con 12 años, con Kawasaki. En el Mundial de Motocross de 2004 sufrió una grave lesión, tras tener un accidente que lo dejó durante año y medio sin poder vivir su pasión. Después, volvió con el enduro pasando de BMW a Suzuki, hasta que decidió dar el gran giro y se dedicó al rally raid. El Rally de los Faraones de 2010 fue la clave para medir su capacidad, ya que obtuvo dos segundos puestos de etapa.

### 2011

#### Rally Dakar de 2011
| 1  | Buenos Aires - Córdoba | 57.º | 57.º |
| 2  | Córdoba - Tucumán      |      |      |
| 3  | Tucumán - Jujuy        |      |      |
| 4  | Jujuy - Calama *       |      |      |
| 5  | Calama - Iquique       |      |      |
| 6  | Iquique - Arica        |      |      |
| 7  | Arica - Antofagasta    |      |      |
| 8  | Antofagasta - Copiapó  |      |      |
| 9  | Copiapó - Copiapó      |      |      |
| 10 | Copiapó - Chilecito    |      |      |
| 11 | Chilecito - San Juan   |      |      |
| 12 | San Juan - Córdoba     |      |      |
| 13 | Córdoba - Buenos Aires |      |      |

- Abandonó en la 2.º etapa

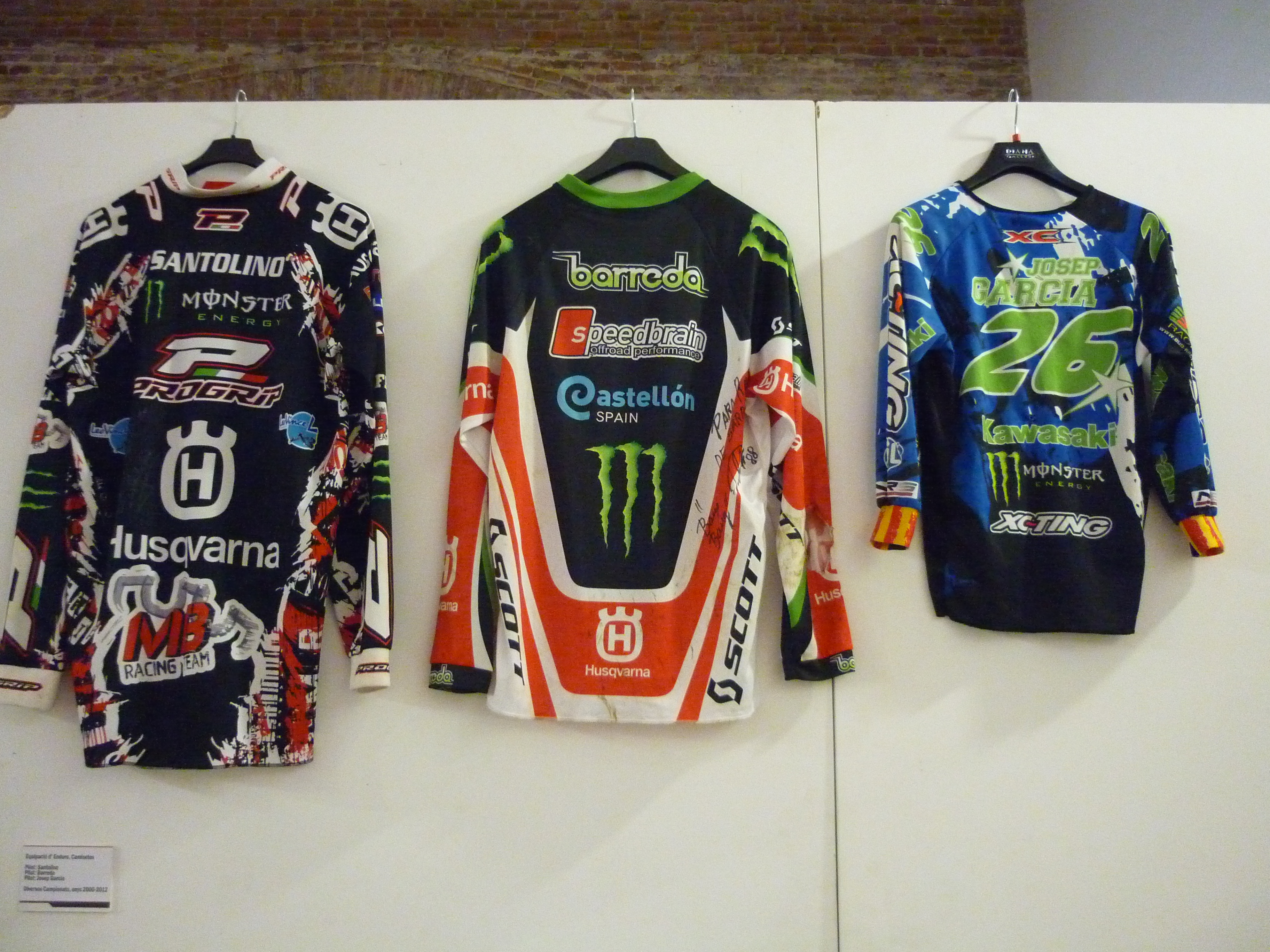
Equipaciones que portó Barreda entre los años 2010 y 2012.

Debutó en un Rally Dakar en el año 2011 con la Aprilia, pero no pudo tener peor suerte, porque en la 2.º etapa (Córdoba-San Miguel de Tucumán), se vio obligado a abandonar, cuando marchaba en los primeros puestos de la etapa, debido a una caída y posteriores problemas mecánicos. Fue el primer abandono durante esa edición.
Ese mismo año ganó 2 etapas del Rally de Marruecos, desquitándose así del mal sabor de boca que le dejó su abandono del Dakar.

### 2012

#### Rally Dakar de 2012
| 1  | Mar del Plata - Santa Rosa | 6.º     | 6.º     |
| 2  | Santa Rosa - San Rafael    | 3.º     | 5.º     |
| 3  | San Rafael - San Juan      | 68.º    | 35.º    |
| 4  | San Juan - Chilecito       | 73.º    | 45.º    |
| 5  | Chilecito - Fiambalá       | 3.º     | 32.º    |
| 6  | Fiambalá - Copiapó         | Anulada | Anulada |
| 7  | Copiapó - Copiapó          | 13.º    | 29.º    |
| 8  | Copiapó - Antofagasta      | 5.º     | 21.º    |
| 9  | Antofagasta - Iquique      | 9.º     | 16.º    |
| 10 | Iquique - Arica            | 1.º     | 13.º    |
| 11 | Arica - Arequipa           | 5.º     | 11.º    |
| 12 | Arequipa - Nasca           | 2.º     | 11.º    |
| 13 | Nasca - Pisco              | 4.º     | 9.º     |
| 14 | Pisco - Lima               | 9.º     | 11.º    |

En el Rally Dakar 2012, cambió la Aprilia, por la Husqvarna y, Barreda consiguió su primera victoria de etapa al ganar por delante de Marc Coma y Cyril Despres la 10.º etapa (Iquique-Arica), además de ser segundo en la 12.º (Arequipa-Nasca) y tener un gran nivel durante la segunda semana del raid. Al final de la prueba fue 11.º en la clasificación general, convirtiéndose en una de las promesas de pilotos españoles y del mundo de Rally raid.
Además Barreda, ganó ese mismo año el Rally de los Faraones, y fue segundo en los Rally de Marruecos (donde se llevó una etapa) y Rally de Dubái, todas ellas puntuables para el campeonato de dicha especialidad, donde el castellonense acabó en la quinta posición final. También ganó la Baja España-Aragón, puntuable para el Copa del Mundo de FIM de bajas de 2012.

### 2013

#### Rally Dakar de 2013
| 1  | Lima - Pisco                    | 10.º  | 10.º |
| 2  | Pisco - Pisco                   | 1.º   | 1.º  |
| 3  | Pisco - Nazca                   | 44.º  | 18.º |
| 4  | Nazca - Arequipa                | 1.º   | 4.º  |
| 5  | Arequipa - Arica                | 144.º | 59.º |
| 6  | Arica - Calama                  | 29.º  | 48.º |
| 7  | Calama - Salta                  | 20.º  | 44.º |
| 8  | Salta - San Miguel de Tucumán   | 1.º   | 41.º |
| 9  | San Miguel de Tucumán - Córdoba | 3.º   | 34.º |
| 10 | Córdoba - La Rioja              | 1.º   | 27.º |
| 11 | La Rioja - Fiambalá             | 6.º   | 22.º |
| 12 | Fiambalá - Copiapó              | 3.º   | 20.º |
| 13 | Copiapó - La Serena             | 5.º   | 17.º |
| 14 | La Serena - Santiago            | 2.º   | 17.º |

En 2013 fue el año de su confirmación, ganó 4 etapas del Rally Dakar (la segunda entre Pisco y Pisco, la cuarta entre Nazca y Arequipa, la octava entre Salta y San Miguel de Tucumán y la décima entre Córdoba y La Rioja), en una fue segundo (la última entre La Serena y Chile) y en dos tercero (la novena entre San Miguel de Tucumán y Córdoba y la duodécima entre Fiambalá y Copiapó), aunque un problema en la quinta etapa (Arequipa-Arica) con la bomba de gasolina de su Husqvarna, le privó de luchar por la clasificación general, ya que ese día perdió todas sus opciones al ceder más de tres horas y llegar abatido al campamento. Finalmente Barreda acabó el Dakar en el 17.º puesto en la clasificación general, siendo el segundo español por detrás de Juan Pedrero.
En su regreso a la competición, en la primera etapa del Abu Dhabi Desert Challenge, primera prueba del Campeonato del Mundo de Rallies Cross-Country 2013, Barreda se resintió de su maltrecha muñeca derecha. A su regreso a España, el de Torreblanca tuvo que pasar por el quirófano. Una operación exitosa pero que le hizo perderse parte de la temporada. Pero en su regreso a la competición, en la Baja Aragón 2013 y como nuevo piloto oficial de Honda, el piloto consiguió su segunda victoria consecutiva en la prueba aragonesa, con más de nueve minutos de ventaja sobre el segundo clasificado. Su próxima parada fue el Rally de Marruecos (introducido a última hora por el de los Faraones que ganó el año pasado). Barreda se adjudicó tres victorias de etapa y cerró con un 3.º en la general final, estando ya recuperado del todo de su lesión.

### 2014

#### Rally Dakar de 2014
| 1  | Rosario - San Luis                | 1.º  | 1.º |
| 2  | San Luis - San Rafael             | 3.º  | 1.º |
| 3  | San Rafael - San Juan             | 1.º  | 1.º |
| 4  | San Juan - Chilecito              | 6.º  | 1.º |
| 5  | Chilecito - San Miguel de Tucumán | 13.º | 2.º |
| 6  | San Miguel de Tucumán - Salta     | 3.º  | 2.º |
| 7  | Salta - Uyuni                     | 1.º  | 2.º |
| 8  | Uyuni - Calama                    | 3.º  | 2.º |
| 9  | Calama - Iquique                  | 9.º  | 2.º |
| 10 | Iquique - Antofagasta             | 1.º  | 2.º |
| 11 | Antofagasta - El Salvador         | 4.º  | 2.º |
| 12 | El Salvador - La Serena           | 67.º | 7.º |
| 13 | La Serena - Valparaíso            | 1.º  | 7.º |

Para el Rally Dakar de 2014, se estrena con la escuadra japonesa Honda formando equipo junto con los portugueses Hélder Rodrigues y Paulo Gonçalves, el británico Sam Sunderland y el argentino Javier Pizzolito. Tras ganar dos etapas en los tres primeros días (la primera entre Rosario y San Luis y la tercera entre San Rafael y San Juan), y tener una ventaja de 15 minutos sobre Marc Coma, en la quinta etapa (Chilecito-San Miguel de Tucumán) perdió el liderato a manos de este que le aventajó en más de media hora, tras tener un error de navegación y perderse,. Sin embargo, Barreda siguió intentándolo con dos victorias de etapa más (Salta-Uyuni e Iquique-Antofagasta), pero tras sufrir muchas caídas, en la penúltima etapa (El Salvador-La Serena) tuvo problemas con la horquilla del motor derivada de una de sus caídas, lo que le hizo perder dos horas y media y todas sus opciones al pódium. Ganó la última etapa (La Serena-Valparaíso), aunque ya sin nada que celebrar. Finalmente acabó 7.º y fue el piloto que más etapas ganó, con cinco.
Tras tres meses de parón, corrió el Rally de Abu Dabi, puntuable ya para el Campeonato del Mundo de Rallies Cross-Country. Ganó dos etapas, y acabó tercero en la general final. Su próxima parada fue el Rally de Catar, donde el castellonense se llevó la general final, además de adjudicarse dos etapas. Su siguiente parada fue Cerdeña donde una mala última etapa le llevó de privarse la general del Rally. Sin embargo, volvió a conquistar dos etapas más. Se perdió el Rally de Brasil por lo que dijo adiós a la lucha por el campeonato. El Rally de Marruecos (última cita del año) fue su raid más espectacular al llevarse cinco de las seis etapas, aunque tan solo pudo ser cuarto en la general final. Finalmente acabó el Mundial en la 2.º posición por detrás de la KTM de Marc Coma y superando finalmente a su compañero de equipo Paulo Gonçalves. Su puesta a punto final para el Dakar 2015 tendría lugar en el Atacama Rally (conocido como el Mini Dakar). Ganó la tercera etapa entre Copiapó y Cifuncho y se puso líder con más de cuatro minutos sobre el chileno Claudio Rodríguez y quince sobre Marc Coma. Sin embargo, en la última etapa decidió no arriesgar y abandonar la prueba, debido a un problema con la seguridad de los pilotos.

### 2015

#### Rally Dakar de 2015
| 1  | Buenos Aires - Villa Carlos Paz | 4.º  | 4.º  |
| 2  | Villa Carlos Paz - San Juan     | 1.º  | 1.º  |
| 3  | San Juan - Chilecito            | 3.º  | 1.º  |
| 4  | Chilecito - Copiapó             | 1.º  | 1.º  |
| 5  | Copiapó - Antofagasta           | 2.º  | 1.º  |
| 6  | Antofagasta - Iquique           | 6.º  | 1.º  |
| 7  | Iquique - Uyuni                 | 10.º | 1.º  |
| 8  | Uyuni - Iquique                 | 80.º | 24.º |
| 9  | Iquique - Calama                | 10.º | 17.º |
| 10 | Calama - Salta                  | 1.º  | 15.º |
| 11 | Salta - Termas de Río Hondo     | 40.º | 18.º |
| 12 | Termas de Río Hondo - Rosario   | 2.º  | 17.º |
| 13 | Rosario - Buenos Aires          | 64.º | 17.º |

El 25 de septiembre de 2014 se da a conocer que Barreda liderará un año más a la marca Honda en el Rally Dakar de 2015 junto con los portugueses Paulo Gonçalves y Helder Rodrigues, el chileno Jeremías Israel y la española Laia Sanz. Este año el raid, comenzará y finalizará en Buenos Aires, recorriendo también territorios de Chile y Bolivia. En la primera etapa acabó cuarto, pero en la segunda (Villa Carlos Paz-San Juan) ya se puso líder con más de cuatro minutos sobre su asistente y compañero de equipo Paulo Gonçalves tras ganar la especial del día. Dos días después ganó la cuarta etapa (Chilecito-Copiapó) y aumentó su renta en 15 minutos sobre Marc Coma. Renta que mantuvo hasta la séptima etapa (Iquique-Uyuni) cuando sufrió una fuerte caída, por la que perdió su manillar, teniendo que conducir los últimos 150 kilómetros con una sola mano, y perdiendo tan solo 6 minutos con Coma. Sin embargo, en la siguiente etapa (Uyuni-Iquique), pese a prestarle el argentino Damien Guiral su manillar, sufrió problemas mecánicos tras entrarle sal a su paso por el Salar de Uyuni en su moto. Tuvo que ser remolcado por su compañero Jeremías Israel, perdiendo tres horas (que serían cuatro y media debido a su posterior sanción) y todas sus opciones al Dakar una vez más. Ya sin nada en juego ganó la décima etapa (Calama-Salta). Al día siguiente (Salta-Termas de Río Hondo) también ganaría la etapa, siendo su primera etapa en el Dakar que ganaba abriendo pista. Sin embargo, tras su cambio de motor fue penalizado con 45 minutos, por lo que la etapa pasó a ser para el eslovaco Ivan Jakeš. Finalmente acabó clasificado en la 17.º posición en la general, siendo de nuevo el piloto con más etapas ganadas, con 3, aunque con la decepción un año más de no haber podido ganar.
Reapareció en el Rally de Abu Dhabi, primera prueba del Campeonato del Mundo de Rallies Cross-Country. Aquí, ganó la segunda etapa, aunque en la general no destacó (fue 15.º), ya que tuvo que arrastrar una penalización desde el primer día, además de que tuvo problemas eléctricos con su moto. Luego disputó el Rally de Catar, con un segundo puesto en la primera etapa, tras Marc Coma. Sumó su primera victoria en la cuarta etapa y en la última volvió a ganar la parcial, aunque no pudo arrebatarle la prueba a Coma, y tuvo que conformarse con ser 2.º. En mayo, sufrió una dura caída en el Desafío Ruta 40 en Brasil, y tuvo que pasar por quirófano para operarse de un esguince de ligamento y rotura en el menisco de la rodilla derecha, que le mantuvo tres meses en el dique seco.
Tras su lesión, volvió a la competición en el Rally de Marruecos donde ganó la primera etapa, en la segunda perdió el liderato ante Sam Sunderland y en la tercera volvió a recuperarlo tras ser segundo en la etapa. Cuando marchaba líder destacado de la general, en la penúltima etapa con llegada a Agadir, sufrió una dura caída en un tramo peligroso, que no estaba señalado, y que le hizo abandonar. Llegó a estar inconsciente unos pocos segundos, aunque al final todo se quedó en un susto.

## Palmarés
2011
- 2 etapas del Rally de Marruecos.

2012
- 1 etapa y 11.º en el Rally Dakar.
- Subcampeón del Rally de Abu Dhabi.
- Ganador de la Baja de España-Aragón.
- Ganador del Rally de los Faraones.
- 1 etapa y subcampeón en el Rally de Marruecos.
- 5.º en el Campeonato del Mundo de Rallies Cross-Country.

2013
- 4 etapas y 17.º en el Rally Dakar.
- Ganador de la Baja de España-Aragón.
- 3 etapas y tercero en el Rally de Marruecos.

2014
- 5 etapas y 7.º en el Rally Dakar.
- 2 etapas y 3.º en el Rally de Abu Dhabi.
- 2 etapas y campeón del Rally de Catar.
- 2 etapas del Rally de Cerdeña.
- 5 etapas del Rally de Marruecos.
- 2.º en el Campeonato del Mundo de Rallies Cross-Country.
- 1 etapa del Atacama Rally.

2015
- 3 etapas y 17.º en el Rally Dakar.
- 1 etapa y 15.º en el Rally de Abu Dhabi.
- 2 etapas y subcampeón del Rally de Catar.
- 1 etapa del Rally de Marruecos.

2016
- 1 etapa en el Rally Dakar 2016
- Ganador de la Baja de España-Aragón
- 2.º en el Desafío Ruta 40
- Ganador de la baja Vegas to Reno
- Ganador del China Grand Rally

## Resultados

### Rally Dakar
| Año     | Clase | Vehículo  | Posición | Victorias de etapa |
| ------- | ----- | --------- | -------- | ------------------ |
| 2011    | Motos | Aprilia   | Ret.     | -                  |
| 2012    | Motos | Husqvarna | 11.º     | 1                  |
| 2013    | Motos | Husqvarna | 17.º     | 4                  |
| 2014    | Motos | Honda     | 7.º      | 5                  |
| 2015    | Motos | Honda     | 17.º     | 3                  |
| 2016    | Motos | Honda     | Ret.     | 1                  |
| 2017    | Motos | Honda     | 5.º      | 4                  |
| 2018    | Motos | Honda     | Ret.     | 3                  |
| 2019    | Motos | Honda     | Ret.     | 1                  |
| 2020    | Motos | Honda     | 7.º      | 1                  |
| 2021    | Motos | Honda     | Ret.     | 3                  |
| 2022    | Motos | Honda     | 5.º      | 2                  |
| 2023    | Motos | Honda     | Ret.     | 1                  |
| 2024    | Motos | Honda     | Ret.     | -                  |
| Fuente: |       |           |          |                    |

### Campeonato Mundial de Rally Cross-Country de la FIM
| Año     | Categoría | Vehículo   | Posición | Puntaje | Victorias  |
| ------- | --------- | ---------- | -------- | ------- | ---------- |
| 2012    | Motos     | Husqvarna  | 5.º      | 40      | 1 (Egipto) |
| 2013    | Motos     | Speedbrain | 13.º     | 15      | -          |
| 2014    | Motos     | Honda      | 3.º      | 68      | 1 (Qatar)  |
| 2015    | Motos     | Honda      | 12.º     | 33      | -          |
| 2018    | Motos     | Honda      | 49.º     | 3       | -          |
| 2019    | Motos     | Honda      | 5.º      | 65      | -          |
| 2021    | Motos     | Honda      | 24.º     | 5       | -          |
| Fuente: |           |            |          |         |            |

### Campeonato Mundial de Rally Raid (FIM)
| Año     | Clase | Categoría | Vehículo | Posición | Puntaje | Victorias |
| ------- | ----- | --------- | -------- | -------- | ------- | --------- |
| 2022    | Motos | RallyGP   | Honda    | 15.º     | 17      | -         |
| Fuente: |       |           |          |          |         |           |